# Flettner Fl 282
Flettner Fl 282 Kolibri ("Hummingbird") là một loại trực thăng một chỗ do hãng Anton Flettner của Đức chế tạo.

## Biến thể
Fl 282 V1/7
Fl 282A-1
Fl 282A-2
Fl 282B-1/B-2

## Quốc gia sử dụng
Germany
- Luftwaffe

## Tính năng kỹ chiến thuật (Fl 282 V21)

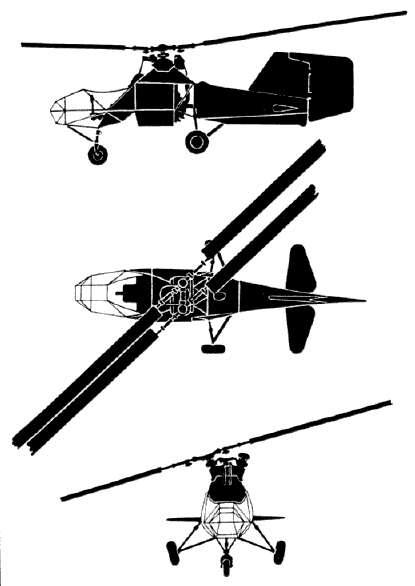
Fl 282

Dữ liệu lấy từ 
Đặc tính tổng quan
- Kíp lái: 1
- Chiều dài: 6,56 m (21 ft 6 in)
- Chiều cao: 2,2 m (7 ft 3 in)
- Trọng lượng rỗng: 760 kg (1.676 lb)
- Trọng lượng cất cánh tối đa: 1,000 kg (2 lb)
- Động cơ: 1 × Bramo Sh.14A , 119 kW (160 hp)
- Đường kính rô-to chính: 2× 11,96 m (39 ft 3 in)
- Diện tích rô-to chính: 224,69 m2 (2.418,5 foot vuông)

Hiệu suất bay
- Vận tốc cực đại: 150 km/h (93 mph; 81 kn)
- Tầm bay: 170 km (106 mi; 92 nmi)
- Trần bay: 3,300 m (11 ft)
- Vận tốc lên cao: 1,52 m/s (299 ft/min)